# Asterix och britterna (film)
Asterix och britterna (franska: Astérix chez les Bretons) är en fransk animerad film från 1986. Filmen är den femte i ordningen om Asterix och är baserad på albumet med samma namn från 1966. En dubbad version av filmen med svenska röster kom 1989.
En svensk ljudboksversion baserad på seriealbumet gavs ut 1989.

## Handling
Det Romerska riket med Caesar i spetsen har inlett ett fälttåg mot Britannien. Samtidigt i byn Gallien är allt som vanligt förutom att Obelix är deppig för att han inte slagit mot romare på väldigt länge. I Britannien håller fortfarande en handfull modiga britter stånd mot den romerska övermakten och man inser att man behöver hjälp och skickar därmed Asterix kusin Antiklimax till Gallien för att be om hjälp. Tillbaka har han Asterix, Obelix, Idefix och en tunna trolldryck som hjälp.
Dessvärre lyckas ett fartyg med romare förvarna trupperna på ön, innan trion kommer fram med tunnan, och en allmän order ges om att alla tunnor ska konfiskeras. Tunnan med trolldryck konfiskeras också men romarna vet inte vilken tunna de är så en order utfärdas att alla tunnor ska provsmakas ifall något annat än vin finns i dem. Trion lyckas återta tunnan tämligen enkelt då alla romare är utslagna av berusning efter provsmakningen. Tunnan försvinner dock snabbt igen då den blir stulen av en vanlig tjuv.
Man hinner knappt börja leta efter tunnan igen då de visar sig att Obelix har blivit kidnappad och förts till fängelse medan han sov. Obelix har dock inga svårigheter att ta sig ur fängelset när han väl har vaknat och han möter upp Asterix och hans kusin igen. Man hittar till slut tjuven som tagit tunnan med trolldryck men som oturligt nog redan har sålt den vidare. Trion får en lista på kunderna och beger sig till den första på listan som är ett klubblag i dåtidens rugby. Gallerna lyckas ta tillbaka tunnan med trolldrycken.
På väg tillbaka till kusinen Antiklimax by stöter de dock på en romersk galär som sänker deras eka med trolldrycken i floden. Romarna är på väg att anfalla byn och allt hopp verkar ute. Asterix kommer dock på en plan att blanda ihop en dryck och låtsas för britterna att de är en riktigt trolldryck för att få britterna att tro på sin egen styrka. Planen lyckas och romarna åker återigen på stryk. Filmen slutar med att britterna vill visa sin tacksamhet genom att bjuda på middag men både Asterix och Obelix som är trötta på den brittiska maten flyr fältet och avslutar istället med festmåltid hemma i sin egen by i Gallien.

## Rollista (i urval)
Denna lista avser den svenska filmdubbning som gavs ut på bio 1989 och som även finns utgiven på VHS och DVD.
Dessutom anges rollista för den ljudboksversion från 1989 som gavs ut på kassettband samma år. Denna inspelning är inte filmversionen, utan en nyinspelad version speciellt för ljudboksformat.
| Figur         | Originalröst     | Svensk dubbning | Svensk ljudbok |
| ------------- | ---------------- | --------------- | -------------- |
| Asterix       | Roger Carel      | Bert-Åke Varg   | Bert-Åke Varg  |
| Obelix        | Pierre Tornade   | Ulf Larsson     | Ulf Larsson    |
| Anticlimax    | Graham Bushnell  | Per Sandborgh   | Hans Jonsson   |
| Miraculix     | Henri Labussière | Åke Lindström   | Lars Hansson   |
| Majestix      | Henri Poirier    | Peter Harryson  | Lars Lind      |
| Julius Caesar | Serge Sauvion    | Peter Dalle     | Sture Ström    |

- Övriga röster – Bert-Åke Varg, Gunnar Ernblad, Mia Benson, Per Sandborgh, Peter Dalle, Peter Harryson, Ulf Larsson, Åke Lindström
- Röstregi och översättning – Per Sandborgh
- Inspelningstekniker – Mikael Berling
- Svensk version producerad Videobolaget i Solna AB[5][6]